# 島田大
島田 大（しまだ まさる、1967年8月29日 - ）は、朝日放送テレビの報道部記者。以前は同局のアナウンサーで、一時は記者と兼任していた。

## 来歴・人物
栃木県宇都宮市の出身 で、栃木県立宇都宮高等学校を経て、明治大学政治経済学部へ進学。大学卒業後の1993年 に、アナウンサーとして朝日放送へ入社した。同期入社のアナウンサーに中浜葉月がいる。
朝日放送（当時）への入社後は、入社2年目で阪神・淡路大震災の取材に携わるなど、報道・情報系の番組を中心に随時出演。全国高校野球選手権大会中継（朝日放送テレビ）のスタンドリポーターや、朝日放送ラジオでかつて放送されていた中央競馬実況中継の実況など、スポーツ中継に登場することもあった。2001年4月からは、朝日放送テレビ平日早朝の情報番組『おはよう朝日です』（「おは朝」）で、主にニュースキャスターを担当。2016年5月21日・22日には、同番組の司会を務める後輩アナウンサー・岩本計介と共に、「まんが昭和むかしばなし『愛しの貧乏神』」（シアター・ドラマシティで上演の舞台作品）へゲストキャストとして出演した。
北朝鮮問題に詳しく、アナウンサー時代には、2000年代の後半から経済担当の報道記者を兼務していた。趣味は競馬や「酷道」めぐり。競馬については、馬券を買っての観覧にとどまらず、一口馬主方式で7頭ほどのサラブレッドを保有している。
2017年6月の人事異動を機に、後輩アナウンサーの高橋大作と共にアナウンス職から離れたため、同月30日で16年間担当した『おは朝』を卒業。卒業後は高橋、大野聡美（2018年6月よりアナウンサーから記者に転身）と共に、報道局ニュースセンター記者としての活動に専念しながら、『キャスト』→『Newsおかえり』（朝日放送テレビで平日の夕方に関西ローカルで放送のニュース番組）などの番組へ随時登場している。夕方ニュースでは、娯楽色の強い特集企画を担当することが多い。

## エピソード
- 朝日放送（当時）入社から『おは朝』レギュラー出演開始までの8年間は、テレビ・ラジオともレギュラー番組を持たない一方で、アナウンサーとして出演できるジャンルの番組をほぼすべて担当したという。新人・若手のアナウンサーには、このような経験を背景に、ジャンルにこだわらずさまざまな番組で場数を踏むことを勧めている[6]。
- 『おは朝』への通算出演期間は16年3ヶ月で、2017年6月の降板時点では、正木明（気象キャスター）に次いで長くレギュラー出演。男性司会者が休暇の際に代理司会を務めたり、「まちゃーる」という名義で「今朝のクローズアップ」（特集コーナー）内のロケ企画に出演したり、「トレンドエクスプレス」の“水着コレクション”を進行したり[7] することもあった。「今朝のクローズアップ」では、防犯関連企画の再現VTRで犯人役を演じることや、谷川知未がエレクトーン奏者として出演していた時期に谷川と夫婦モノのコントを披露[8] することが多かった。その一方で、番組内のニュースには、本番前に自ら原稿を作成したうえで臨んでいる[9]。
- 大学時代から独身生活を続ける一方で、両親は実家で中華料理店を経営。北海道から取り寄せた味噌と麺で作る「味噌ラーメン」と、地元・宇都宮の名物にちなんだ「自家製味噌だれ餃子」が看板メニューで、2007年7月には『いきなり!黄金伝説』（テレビ朝日制作・朝日放送テレビでの同時ネット）内の「ザ・たっちが食べる宇都宮餃子の名店ベスト50」でも紹介された[10]。2016年4月からは、実店舗を休業したうえで、インターネットによる「味噌だれ餃子」の販売に事実上特化している。
- 2005年に朝日放送テレビが髙島屋大阪店で開催した「ABCデリシャスライフ2005」には、実家の中華料理店が期間限定で出店（参照）。『おは朝』で紹介されたほか、島田自身が店頭に立つこともあった。また、2008年3月5日には、島田自身が『餃子のひとりごと』というブログを開設。『おは朝』の企画の一環として、1日限定で開設したにもかかわらず、本人の目標（500件）を遥かに上回るアクセス件数（3万6000件以上）を記録した。

## 出演番組・作品

### テレビ
- ABC NEWS
  - 週1・2日程度、平日12時前を担当。
- おはよう朝日です（主にニュースキャスター、2001年4月 - 2017年6月）夏休みのピンチヒッターとしてMCも担当したこともある。
- NEWSゆう+（2011年4月 - 9月）
  - 火曜日の「島田大のもうかる研究所」に所長役で出演。それ以前にも、経済関係の中継でリポーターを務めた[11]。
- キャスト
  - 「記者」として、2017年7月から取材や中継リポートを随時担当。
  - アナウンサー時代の後輩で第2代のメインキャスターだった浦川泰幸が体調不良で休演していた2017年12月には、「浦川泰幸のゲンバ検証」（火曜日の17時台に放送されるVTR取材企画）を、「島田大のゲンバ検証」という冠企画として継承。浦川の降板を経て2018年1月から第3代のメインキャスターへ就任した後輩アナウンサー・古川昌希による「古川真希のゲンバ検証」へつなげた。
- Newsおかえり
  - 前番組『キャスト』に引き続き取材や中継リポートを随時担当。

### ラジオ
- ABCニュース
  - 『ABC朝日ニュース』時代に一時、土曜日午前中の「ニュースデスク」を担当。
  - 2016年時点では、水曜日（『桑原征平粋も甘いも』内）と金曜日（『兵動大樹のほわ〜っとエエ感じ。』内）の12時台を担当する機会が多かった。
  - 平常時に『粋も甘いも』内のニュースを担当する場合には、パーソナリティの桑原征平（関西テレビ出身のフリーアナウンサー）が、ニュースを読む直前の島田を大袈裟な賛辞交じりで紹介することが多かった[12]。
- 中央競馬実況中継
- 全力投球!!妹尾和夫です（2003年9月 - 2009年7月）12時台の「ニュース一直線」を担当。
- ドッキリ!ハッキリ!三代澤康司です
  - 経済記者として、不定期で経済問題の解説や中継リポートを担当。三代澤が休暇や体調不良で休演する場合には、『おはよう朝日です』への出演後に、全編でパーソナリティ代理を務めることがある。
- まるごと情報マガジン
- 島田大のちょびっと（2016年1月11日 - 13日）
- ほろ酔い朝日です（2016年4月25日）
- 兵動大樹のほわ〜っとエエ感じ。
  - 2016年秋より13時台前半に新設された「賢くなってエエ感じ。」コーナーにて、講師役を不定期で担当。

### 舞台作品
- まんが昭和むかしばなし『愛しの貧乏神』（2016年5月21日・22日、シアター・ドラマシティ）
  - 朝日放送でテレビドラマの制作に携わるプロデューサーの森山浩一が作・演出を担当した作品で、建設会社の社長役としてゲスト出演。